# Jowo

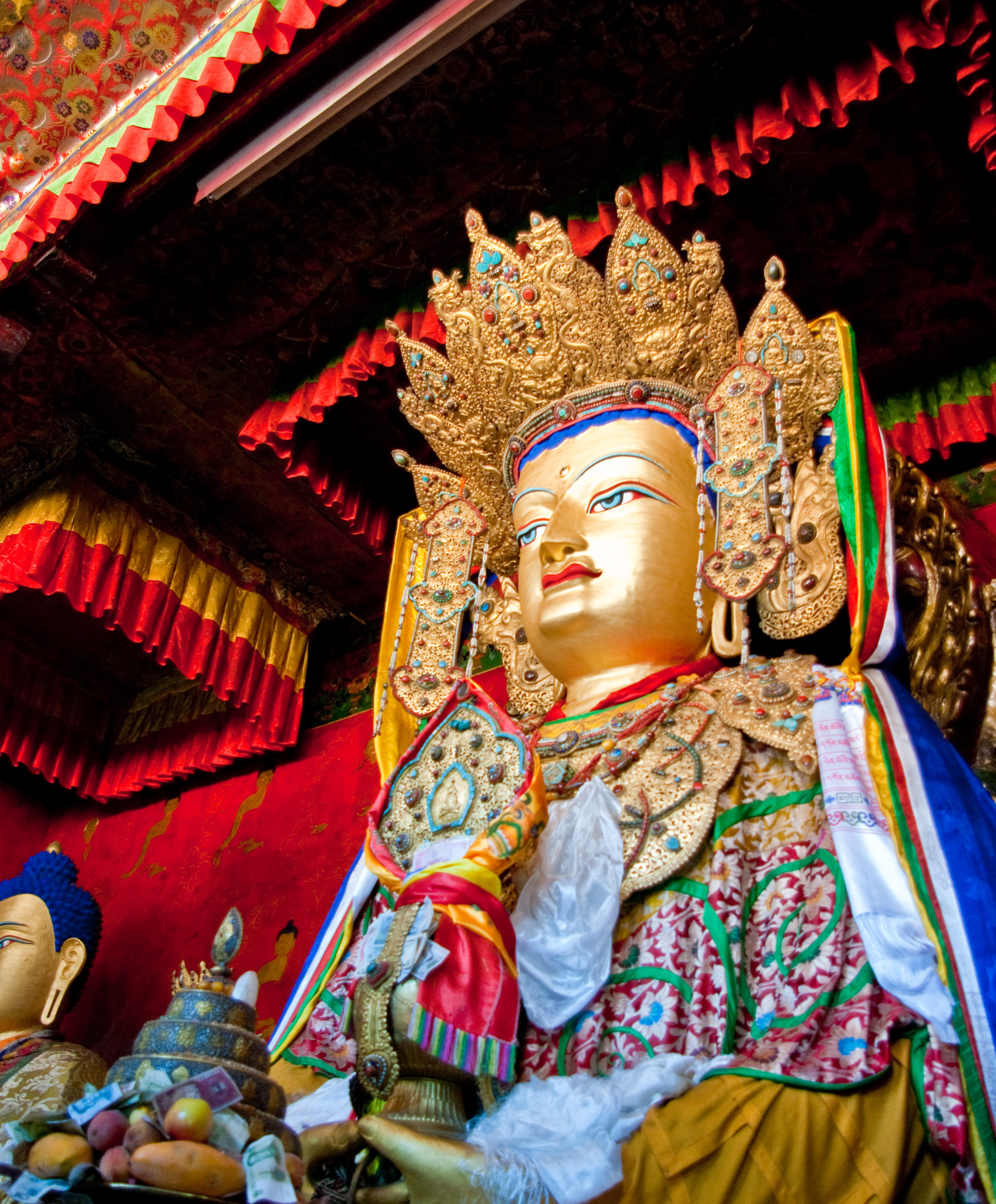
Le Jowo Mikyoe Dorjé du Ramoché

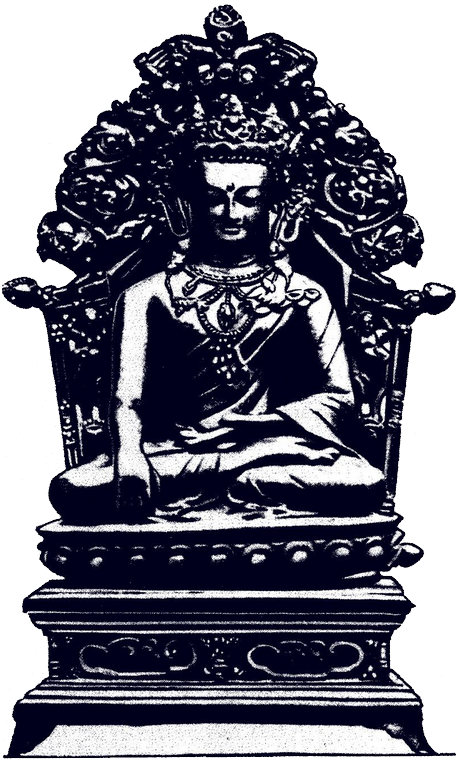
Le Jowo du Jokhang en 1900, photo de Gombojab Tsybikov.

Un Jowo tibétain : ཇོ་བོ་, Wylie : jo bo est une statue représentant le jeune Bouddha Sakyamuni. Il en existe deux au Tibet, le Jowo Mikyö Dorjé et le Jowo Sakyamuni, apportés au VIIe siècle par les épouses népalaise et chinoise du roi Songsten Gampo. Elles y sont depuis vénérées comme des trésors religieux sacrés.
Le Jowo Mikyö Dorjé, à l’origine abrité dans le Temple de Jokhang, et actuellement au Temple de Ramoché, est une représentation du bouddha Akshobhya, considérée par la tradition comme faite sur le modèle du Bouddha Sakyamuni à l'âge de 8 ans. Elle aurait fait partie de la dot de la princesse népalaise Bhrikuti Devi.
Le Jowo Sakyamuni contenu dans le Temple de Jokhang qui lui doit son nom (Temple du Bouddha), est une statue du Bouddha âgé de 12 ans qui aurait été réalisée de son vivant. Apporté selon la tradition par la princesse chinoise Wencheng, il est également appelé Joshak-Yishin Norbu « joyau qui réalise les vœux » et Jowo Rinpoché. 
Le roi du Tibet Songtsen Gampo aurait fait construire au VIIe siècle pour abriter ces deux statues les deux premiers temples de Lhassa, le Jokhang pour le Jowo Mikyö Dorjé puis le Ramoché pour le Jowo Sakyamuni. Ils sont restés des centres de pèlerinage bouddhiste jusqu'à aujourd'hui. Les statues auraient été dissimulées en raison de la crainte d'une invasion chinoise, puis redécouvertes après 710 par la seconde reine d’origine chinoise, la princesse Jincheng, épouse du roi Tridé Tsuktsen ou de son aîné Lha Balpo. Le Jowo Shakyamuni étant dissimulé dans un mur du Jokhang, il aurait été décidé de l’y laisser ; le Jowo Mikyö Dorjé, découvert enterré à l’extérieur du temple, aurait alors été transporté au Ramoché. C’est ainsi que la tradition explique l’échange de place des deux Jowo.
Le Jowo Sakyamuni est resté en excellent état, mais le Jowo Mikyö Dorjé a été coupé en deux durant la révolution culturelle, et la partie supérieure transportée en charrette en Chine.
En 1983, Ribur Rinpoché (1923-2006) a pu la rapporter de Pékin avec l'aide du 10e Panchen Lama. Ce dernier a expliqué aux Chinois la valeur sacrée des Jowos pour les Tibétains et fait valoir que leur réponse à la demande de Ribur Rimpoché serait un moyen de juger de la sincérité de la nouvelle politique religieuse chinoise. Restaurée en 1985, la statue se trouve aujourd'hui au Temple de Ramoché.